# روبرتو ماریا اورتیز
خامه جراردو روبرتو مارسلینو ر ماریا اورتیز لیزاردی (اسپانیایی: Roberto María Ortiz; زاده ۲۴ سپتامبر ۱۸۸۶ – درگذشته ۱۵ ژوئیهٔ ۱۹۴۲) وکیل و سیاستمدار اهل آرژانتین بود.